# Josef Lind
Knut Erik Josef Bogislaus Lind, född i Fagerhult, Kalmar län, den 29 januari 1866, död den 29 september 1950 i Stockholm, var en svensk skolman, organist, kör- och orkesterledare.
Josef Lind växte upp i ett prästhem. Fadern var kontraktsprosten Anders Herman Bogislaus Lind, modern hette Helena Maria, född Eckerlund. Sonen avlade studentexamen i Kalmar 1883 och inskrevs samma år vid Lunds universitet där han blev filosofie kandidat 1886 och såväl filosofie licentiat som filosofie doktor 1893. Han bedrev också studier i filologi i Köpenhamn 1890.
Parallellt med studierna hade Lind redan 1884 börjat arbeta som lärare, bland annat i Malmö. 1895–1897 var han lärare vid såväl Katedralskolan som Spyken i Lund samtidigt som han upprätthöll en docentur i grekiska vid universitetet. 1897 utnämndes han till lektor vid läroverket i Västerås, och blev 1905 rektor vid läroverket i Kalmar. Åren 1918–1931 verkade han som rektor för Karolinska läroverket i Örebro.
Lind upprätthöll vid sidan av sin lärargärning hela livet igenom ett stort intresse för och aktivitet inom musiken. Under tiden i Lund vikarierade han 1893-1897 som domkyrkoorganist och vikarierade som sådan även i Västerås 1903–1904 och Kalmar 1913–1914. Eugène Fahlstedt uppger: "Hans orgelspel vid gudstjänster är högt värderadt; det utmärkes af stark känsla för koralens lutherska karaktär och ovanlig förmåga att låta förspelen präglas af koralers olika stämningsinnehåll och melodiska egenart. Till virtuos på orgel har han dock ej lagt an på att utbilda sig."
1894–1895 var han anförare för Lunds Studentsångförening och i Sällskapet CC var han såväl Kapellmästare 1888–1889 som Chormästare från 1892 (han efterträddes här, såväl som inom studentsångföreningen, av Alfred Berg). Sedan han på äldre dagar bosatt sig i Örebro var han 1920–1930 kapellmästare för stadens orkesterförening (en föregångare till Svenska Kammarorkestern). På ett mer nationellt plan gav han 1894 ut en mässbok för Svenska kyrkan. 
Lind blev år 1900 associerad ledamot av Kungliga Musikaliska Akademien och erhöll 1926 medaljen Litteris et Artibus. Lind var vid sin död 1950 den siste kvarlevande ledamoten av det 1915 upphörda domkapitlet i Kalmar stift.
Han var i sitt andra äktenskap gift med Gusten Eckhéll (1884–1977), de är begravda på Haga norra kyrkogård utanför Stockholm.